# Мост Мехмед-паше Соколовића
Мост Мехмед-паше Соколовића (Стари мост у Вишеграду) налази се у Вишеграду близу границе Босне и Херцеговине и Србије и представља једно од најмонументалнијих дјела архитектуре која је настала у раздобљу од 15. до 19. вијека у Босни и Херцеговини. Мост Мехмед-паше Соколовића је национални споменик Босне и Херцеговине.

## Историја
Мост је изграђен у периоду од 1571. до 1577. године, на мјесту гдје је пут повезивао Босну са Цариградом изнад ријеке Дрине (тзв. „Цариградска џада“). Изградња моста повјерена је највећем турском градитељу, Коџа Мимар Синану, дворском архитекти и врховном градитељу Царства, једном од највећих архитеката свијета. Задужбина је Мехмед-паше Соколовића, великог везира тројице султана (1565—1579) — Сулејмана Величанственог, Селима II и Мурата III.
За овај мост се зна да је поправљан око 1664. године, затим 1875, 1911. и 1939, те 1940. године. При повлачењу Аустријанаца из Вишеграда 1914. године, разорено је једно окно, а сљедеће године српска војска приликом напуштања Вишеграда је разорила још једно. Такво стање моста се задржало до 1939. године када је доведен у исправно стање. Од 1915. до 1939. године на порушеном дијелу моста стојала је жељезна конструкција преко које се одвијао саобраћај. Приликом повлачења Нијемаца у октобру 1943. године и тај је дио разорен, постоји фотографија из 1943. на којој се види разорен мост.
Средина моста, названа капија-софа, била је проширена и убрзо је постала популарно састајалиште за људе из Вишеграда и околице, једно релаксирано стање које је још увијек типично за данашњу Турску и већину Балкана.
Роман Иве Андрића „На Дрини ћуприја“, који је преведен на многе свјетске језике, је базиран по историји овог моста. Роман је кроз историју моста приказао и историју цјелокупног поднебља и многе значајне догађаје у вези са мостом.

## Карактеристике
Дио моста преко ријеке чини једанаест лучних отвора, од којих је крајњи отвор уз десну обалу ослоњен на два подзида са најмањим распоном од 5,20 m. Осталих десет лучних отвора распона су од 10,70-14,80 m. Мост лежи на девет великих камених стубова ширине 3,50-4,00 m и дужине око 11,50 m. На лијевој обали крајњи отвор се ослања на угао моста којим прелази у рампу. Ширина коловоза на мосту износи 6,00 m. Оградни зидови су дебљине 60 cm, и њихова дужина износи 179,44 m. Приступна рампа је широка око 6,60 m са оградама и дужине је око 120,00 m. У рампи су четири лучна отвора, један већи на углу (ширине 4,50 m) и три мања изнад потока који се улијева у Дрину. Лукови су класични преломљени лукови са релативно малим ексцентрицитетом центара (цца 1,0 m, а свода дебљине 85 cm) чиме се приближују полукругу.
Камен за зидање моста сјечен је у мјесту Бања, око 5 km низ десну обалу ријеке Дрине. На средини овог моста стајала је дрвена кула за коју се не зна вријеме настанка, а која је порушена 1886. године. Кула је представљала стражарницу испод које је био пролаз, а који се затварао јаким храстовим вратима са обје стране. На кули се налазило неколико малих топова званих шибе. На мосту су се налазила два тариха у стиховима са уклесаним годинама — на првом 971.-/1571, а на другом 985./1577. Мост је издржао неколико великих поплава, од којих је највећа она из 1896. године, када је ниво ријеке Дрине био 1,60 m изнад моста.
Стубови, свод и чеони зидови изведени од седре са локалитета мајдан Вишеградске бање. Поједини камени блокови везани су жељезним кланфама заливеним оловом. Над чеоним зидовима, у равни нивелете коловоза, је профилисани вијенац (од седре висине 30 cm) на којем лежи масивна камена ограда. Шести стуб је са пластичном обрадом. На узводној страни, са трокутасте основе прелази степенасто у правоугаоно проширење, које носи слијепи портал са тарихом-натписом. На низводној страни су полигоналне основе степенасто прелазе у правоугаоно проширење на којем је софа за сједење. Служи намијењеној сврси до данас.

## Тренутно стање
Мост Мехмед-паше Соколовића је тренутно најугроженији национални споменик Босне и Херцеговине. Стабилност моста угрожена је неиспуњавањем услова садржаних у записнику Комисије за технички пријем Хидроелектране Вишеград и незаконитим радом хидроелектране. Рад хидроелектране је изазвао раст нивоа воде ријеке Дрине која је повећала оптерећење на носиве стубове моста док ерозија дијела моста испод воде пријети рушењу цијелог моста. Због недостатка финансијских средстава није било редовних оправки моста у задњих неколико деценија.
Мост Мехмед-паше Соколовића је такође уписан и на листу 100 најугроженијих споменика свјетске баштине од стране World Monuments Fund (Фонд свјетских споменика) организације.
- Мермерна плоча на средини моста говори о оштећивању моста од стране њемачког окупатора у Другом свјетском рату

### Књиге и зборници
- Андрејевић, Андреј (1984). Исламска монументална уметност XVI века у Југославији : куполне џамије. Београд: Институт за историју уметности Филозофског факултета : Балканолошки институт САНУ.  37385223  11616778  512009936
- Arslanagića most - Trebinje : povodom prenošenja mosta 1970-1972 godine / [autori tekstova Džemal Čelić ... et al. ; autori fotosa Ćiro Rajić, Milan Gojković]. Trebinje: Hidroelektrana na Trebišnjici, (Ljubljana : ExportprojektKočevje Kočevski tisk). 1972.  111592711
- Археолошки споменици и налазишта у Србији = Monuments et stations archéologiques en Serbie. I : западна Србија = Serbie occidentale / Српска академија наука ; уредник Ђурђе Бошковић ; збирка: Грађа / Српска академија наука ; књ. IX / Археолошки институт ; књ. 2. Београд: Научна књига, (Београд : штампарија и књиговезница Српске академије наука). 1953.  512023976
- Ayverdi, Ekrem Hakki (1956). Yugoslavya'da Türk Abideleri ve Vakıfları (на језику: турски). III. Ankara: Vakıflar Dergisi. стр. 151—223.
- Ayverdi, Ekrem Hakki (2000). Avrupa'da Osmanlı mimârî eserleri. 2 : Yugoslavya : (3. kitap) (на језику: турски). Istanbul: İstanbul Fetih Cemiyeti. ISBN 975-7618-33-0.
- Vranić, Srpko (2021). Višegrad koga više nema. Beograd: Čigoja štampa, (Beograd : Čigoja štampa). ISBN 978-86-531-0658-4.  38367497
- Gojković, Milan (1977). Kameni mostovi od XIV do XVIII veka u granicama Jugoslavije : mostovi nastali na Balkanskom poluostrvu u vreme ekspanzije Osmanske imperije u ove krajeve, sa posebnim osvrtom na kamene mostove u Jugoslaviji : estetičke i arhitektonske odlike, koncepcijska načela i konstrukcijske karakteristike u okviru opšte istorije građenja mostova : doktorska disertacija. Beograd: [M. Gojković].  26279951
- Gojković, Milan (1989). Stari kameni mostovi : anatomija, patologija, zaštita, sanacija, konzervacija (PDF). Beograd: Naučna knjiga. ISBN 86-23-41042-4.  109580  109580
- 514154391
- Дероко, Александар (1953). „Средњевековни градови”. Археолошки споменици и налазишта у Србији I : западна Србија / Српска академија наука ; уредник Ђурђе Бошковић ; збирка: Грађа / Српска академија наука ; књ. IX / Археолошки институт ; књ. 2. Београд: Научна књига, (Београд : штампарија и књиговезница Српске академије наука): 35—37.  512023976
- Detelić, Mirjana (2007). Epski gradovi : leksikon. Beograd: SANU, Balkanološki institut, (Beograd : Čigoja štampa). ISBN 978-86-7179-040-6.  139358732  139358732  139358732
- Динић, Михаило (1953). „Западна Србија у средњем веку”. Археолошки споменици и налазишта у Србији I : западна Србија / Српска академија наука ; уредник Ђурђе Бошковић ; збирка: Грађа / Српска академија наука ; књ. IX / Археолошки институт ; књ. 2. Београд: Научна књига, (Београд : штампарија и књиговезница Српске академије наука): 23—30.  514077847  512023976
- Динић, Михаило (1978). Српске земље у средњем веку: историјско-географске студије. Београд: Српска књижевна задруга, (Београд : Култура).  51539975
- Динић, Михаило (2003). Из српске историје средњегa века. Београд: Equilibrium, (Београд : Стандард 2). ISBN 86-82937-07-7.  107781644
- Динић, Михаило (2003). „Дубровачка средњовековна караванска трговина”. у Из српске историје средњегa века / Михаило Ј. Динић ; приредили Сима Ћирковић и Властимир Ђокић. Београд: Equilibrium, (Београд : Стандард 2). стр. 687—710. ISBN 86-82937-07-7.  107781644
- Ђокић, Небојша Д.; Думић, Оливера М. (2021). „Дејства устaничких снага према Рашкој области и Косову и Метохији током Првог српског устанка”. у Научни скуп "25. година Центра за митолошке студије Србије (1996-2021)" и "У сусрет 260. година од рођења Карађорђа (1762-2022)" одржан у Рачи 22. децембра 2021. године / [уредници Радмило Петровић, Марко Атлагић] ; [приредио Живојин Андрејић]. Рача: Центар за митолошке студије Србије, (Крагујевац : Interprint). стр. 133—182. ISBN 978-86-80684-23-9.  50433545  50191625
- Ердељановић, Јован; Николић, Риста Т. (1899). Трговачки центри и путеви по српској земљи у средњем веку и у турско доба : историско-географска расправа. [Београд]: издање београдске општине, (Београд : штампарија Д. Димитријевића).  34556935
- Земља Павловића : средњи вијек и период турске владавине / гл. уредник Милан Васић, одг. уредник Рајко Кузмановић. Бања Лука: Академија наука и умјетности Републике Српске. 2003. ISBN 99938-631-1-4.  513326743
- Здравковић, Иван (1964). Избор грађе за проучавање споменика исламске архитектуре у Југославији. Београд: Југословенски институт за заштиту споменика културе, (Београд : Београдски графички завод).  43669767  43669767  7178246
- Зиројевић, Олга (1970). Цариградски друм од Београда до Софије 1459-1683. Београд: Историјски музеј Србије.  1540148686
- Jahić, Mustafa (2013). Gazi Husrev-begova biblioteka (PDF). Sarajevo: Gazi Husrev-begova biblioteka. ISBN 978-9958-580-05-5.  20645638
- Jireček, Konstantin Josef (1879). Die Handelsstrassen und Bergwerke von Serbien und Bosnien während des Mittelalters : historisch-geographische Studien (на језику: немачки). Prag: Verlag der kön. böhmischen Gesellschaft der Wissenschaften.  13160204
- Jireček, Konstantin Jozef (1951). Trgovački drumovi i rudnici Srbije i Bosne u srednjem vijeku. Sarajevo: Svjetlost, (Sarajevo : Državna štamparija).  12678919
- Kemura, Sejfuddin (1914). Prvi srpski ustanak pod Karagjorgjem : od godine 1219. po hiđ. ili 1804. po I. do dobitka autonomije. U Sarajevu: Islamska dionička štamparija.  6582023
- Kovačević, Desanka (1961). Trgovina u srednjovjekovnoj Bosni / Desanka Kovačević ; Djela / Naučno društvo NR Bosne i Hercegovine ; knj. 18. Odjeljenje istorijsko-filoloških nauka ; knj. 13. Sarajevo: Naučno društvo NR Bosne i Hercegovine.  513036951
- Ковачевић-Којић, Десанка (1978). Градска насеља средњовјековне босанске државе. Сарајево: "Веселин Маслеша".  40436748
- Korić, Elma (2015). Životni put prvog beglerbega Bosne : Ferhad-paša Sokolović : (1530.-1590.). Sarajevo: Univerzitet, Orijentalni institut, (Sarajevo : Dobra knjiga). ISBN 978-9958-626-27-2.  22031878  22031878
- Kreševljaković, Hamdija (1991). Izabrana djela III, Banje, vodovodi, hanovi i karavansaraji... ; [priredili Avdo Sućeska, Enes Pelidija]. Sarajevo: Veselin Masleša, (Novi Sad : Budućnost). ISBN 86-21-00506-9.  440087  440087  440087
- Лексикон градова и тргова средњовековних српских земаља : према писаним изворима / редактор Синиша Мишић ; [уводни текстови Синиша Мишић, Јелена Мргић ; илустратор Александар Станојловић ; картограф Милован Миливојевић ; фотографије Мирјана Ристић-Дамјановић ... и др.]. Београд: Завод за уџбенике, (Београд : Службени гласник). 2010. ISBN 978-86-17-16604-3.  174746892
- Nametak, Alija (1994). Sarajevski nekrologij. [S. l.] : Globus ; Zürich : Bošnjački Institut. ISBN 3-905211-00-9.  121028364  47073280
- Научни скуп "25. година Центра за митолошке студије Србије (1996-2021)" и "У сусрет 260. година од рођења Карађорђа (1762-2022)" одржан у Рачи 22. децембра 2021. године / [уредници Радмило Петровић, Марко Атлагић] ; [приредио Живојин Андрејић]. Рача: Центар за митолошке студије Србије, (Крагујевац : Interprint). 2021. ISBN 978-86-80684-23-9.  50191625
- 521678743
- Oruç, Hatice (2017). „The city of Višegrad based on fifteenth and sixteenth century tahrir defters”. у State and society in the Balkans before and after establishment of Ottoman rule / editors in chief Srđan Rudić, Selim Aslantaş ; Collection of works / The Institute of History, Belgrade ; vol. 35 (на језику: енглески). Belgrade: The Institute of History : Yunus Emre Enstitüsü - Turkish Cultural Centre, (Beograd : Donat graf). стр. 191—204. ISBN 978-86-7743-125-9.  241852684
- Премовић, Маријан М. (2013). Средње и Доње Полимље и Горње Подриње у средњем веку : докторска дисертација (PDF). Београд: [М. М. Премовић].  523080599
- Rener, Hajnrih (1900). Herceg-Bosnom uzduž i poprijeko : putovanja Henrika Rennera : s geografskom kartom. Mitrovica: Hrvatska dionička tiskara (N. Dogan).  280868871  119207943  38244864
- Ресулбеговић-Дефтердаревић, Азиз (1934). Град Вишеград и околица : историска монографија, савремене прилике : илустровано са 14 слика и 2 цртежа. Сарајево: аутор, (Сарајево : О. Шехић).  7688199
- Ресулбеговић-Дефтердаревић, Азиз (1999). Град Вишеград и околица : историска монографија, савремене прилике : илустровано са 14 слика и 2 цртежа. Београд: Чигоја штампа, (Београд : Чигоја штампа).  155975431
- Roso Popovac, Maja (2012). „Prirodni faktori koji utiču na propadanje kamenih mostova uz turskog perioda u Bosni i Hercegovini”. Zbornik radova / Četvrti Internacionalni naučno-stručni skup Građevinarstvo - nauka i praksa : Žabljak, 20-24. februara 2012. Podgorica: Univerzitet Crne Gore, Građevinski fakultet: 1645—1652. ISBN 978-86-82707-21-9.
- Савић, Александар (2014). Вишеград од давнина до 1918. Добрунска Ријека: Дабар : Српско соколско друштво "Соко" (Ужице : Графичар). ISBN 978-99938-51-20-2.  210728204
- Самарџић, Радован (1993). Мехмед Соколовић. Београд: БИГЗ : Српска књижевна задруга, (Београд : БИГЗ). ISBN 86-13-00555-1.  51546887
- State and society in the Balkans before and after establishment of Ottoman rule / editors in chief Srđan Rudić, Selim Aslantaş ; Collection of works / The Institute of History, Belgrade ; vol. 35 (на језику: енглески). Belgrade: The Institute of History : Yunus Emre Enstitüsü - Turkish Cultural Centre, (Beograd : Donat graf). 2017. ISBN 978-86-7743-125-9.  241852684
- Stix, Edmund (1887). Das Bauwesen in Bosnien und der Hercegovina vom beginn der Occupation durch die Österr.-ung. Monarchie bis in das Jahr 1887. : Eine technisch-statistische Studie, nach ämtlichen Quellen / zusammengestellt vom Baudepartement der Landesregierung unter der Leitung des Regierungsrathes Edmund Stix (на језику: немачки). Wien: Kaiserlich-königlichen Hof- und Staatsdruckerei.  512813713
- Čelebi, Evlija (1973). Putopis : odlomci o jugoslovenskim zemljama; [preveo, uvod i komentar napisao Hazim Šabanović]. Sarajevo: Veselin Masleša.  256247815  2005798  2005798
- Čelić, Džemal; Mujezinović, Mehmed (1969). Stari mostovi u Bosni i Hercegovini. Sarajevo: Veselin Masleša, (Zagreb : Ognjen Prica).  182328327  182328327  18278401
- Čelić, Džemal (1972). „Arslanagića most i njegovo mjesto u kulturno-istorijskoj baštini Bosne i Hercegovine”. у Arslanagića most - Trebinje : povodom prenošenja mosta 1970-1972 godine / [autori tekstova Džemal Čelić ... et al. ; autori fotosa Ćiro Rajić, Milan Gojković]. Trebinje: Hidroelektrana na Trebišnjici, (Ljubljana : ExportprojektKočevje Kočevski tisk). стр. 27—31.  111592711
- Čelić, Džemal; Mujezinović, Mehmed (1998). Stari mostovi u Bosni i Hercegovini (PDF). Sarajevo: Sarajevo-Publishing, (Sarajevo : OKO). ISBN 9958-21-059-2.  545318
- Šabanović, Hazim (1982). Bosanski pašaluk : postanak i upravna podjela. Sarajevo: Svjetlost.  512028585  512028585  4589625
- Шкриванић, Гавро (1974). Путеви у средњовековној Србији. Београд: Туристичка штампа, (Београд : Култура).  24840207

### Часописи
- Андрејевић, Андреј (1989). „Цариград и исламска уметност у Југославији : атрибуције Синану и његовој школи”. Balcanica :  Annuaire de l'Institut des études balkaniques = Балканика : Годишњак Балканолошког института. Beograd: Srpska akademija nauka i umetnosti Međuakademijski odbor za balkanologiju saveta akademija nauka i umetnosti SFRJ i Balkanološki institut SANU. XX: 227—242. ISSN 0350-7653.  12014082  6289154
- Bašić, Kemal (2011). „Prilog bibliografiji radova o Mehmed—paši Sokoloviću”. Novi Muallim. Sarajevo: Udruženje Ilmijje Islamske zajednice u BiH. XII (46): 93—100. ISSN 1512-6560.  8843014
- Bejtić, Alija (1944). „Sokolovićev most na Drini u Višegradu”. Narodna uzdanica : kalendar za godinu 1945. Sarajevo: Muslimansko kulturno društvo "Narodna uzdanica", (Sarajevo : Tiskara „Bosanska pošta“). XIII: 148—169. Архивирано из оригинала 06. 03. 2023. г. Приступљено 06. 03. 2023.  214089223  200067596  22110470
- Bejtić, Alija (1953). „Spomenici osmanlijske arhitekture u Bosni i Hercegovini”. Prilozi za orijentalnu filologiju i istoriju jugoslovenskih naroda pod turskom vladavinom. Sarajevo: Orijentalni institut (III—IV/1952-53): 229—297. ISSN 1986-8650.  89151498  103969543  1126062052  16399874
- Bejtić, Alija (1972). „Stari trgovački putevi u Donjem Polimlju”. Prilozi za orijentalnu filologiju. Sarajevo: Orijentalni institut (22—23): 163—189. ISSN 0555-1153.  104008455  1126062052  16399874
- Vujović, Vera (2018). „Case Study - The Mehmed Pasha Sokolovic Bridge”. Procedia Structural Integrity (на језику: енглески). Amsterdam: Elsevier. 13: 489—495. ISSN 2452-3216.
- Glogovac, Nikola (2013). „Uticaj ideologije u okviru razvoja kulturno-umjetničkog rada sa omladinom u Višegradu tokom prve dvije decenije nakon Drugog svjetskog rata” (PDF). Petničke sveske. Valjevo: Istraživačka stanica Petnica (72/III): 512—517. ISSN 0354-1428.  26416898
- Гојковић, Милан (1967). „Мост Мехмед паше Соколовића у Вишеграду и савремени водопривредни захвати”. Зборник радова Архитектонског факултета. Београд: Архитектонски факултет Универзитета у Београду, Београд, (Београд : Научно дело). XVIII. ISSN 0409-0152.  43501319
- Гојковић, Милан (1974). „Нека искуства у реконструкцијама старих средњовековних мостова”. Зборник заштите споменика културе. Београд: Републички завод за заштиту споменика културе Србије. 24: 79—87. ISSN 0514-616X.  16392706  162083335
- Defterdarević, Aziz (1969). „Pravni aspekti spasavanja starih mostova  na Trebišnjici, Žepi i Drini”. Naše starine. Sarajevo: Zavod za zaštitu spomenika kulture S.R. Bosne i Hercegovine (12): 62—71. ISSN 0547-3136.  57465612  57465612  12902146
- Duranović, Elmedina (2018). „Iz historije Višegrada u srednjem vijeku”. Radovi: Historija, historija umjetnosti, arheologija. Sarajevo: Filozofski fakultet u Sarajevu. 5 (1): 137—172. ISSN 2303-6974.  22865670  21633030
- Ђокић, Небојша; Думић, Оливера (2013). „Борбе српских устаника са Османлијама на Дрини и у Рашкој области 1807. године”. Весник. Београд: Војни музеј, Београд (40): 59—78. ISSN 0067-5660.  41168903
- Zlatar, Behija (1978). „O nekim muslimanskim feudalnim porodicama u Bosni u XV i XVI stoljeću”. Prilozi. Institut za istoriju u Sarajevu. Sarajevo: Institut za istoriju. XIV (14—15): 81—139. ISSN 0350-1159.  102167  102167  102167
- Златкић, Ђенана (1989). „Саветовање “Мост Мехмед-паше Соколовића, дјело Мимара Синана и проблематика његове заштите данас””. Гласник Друштва конзерватора Србије. Београд: Друштво конзерватора Србије (13): 187—188. ISSN 0350-9656.  15956482
- Jurčević, Ivana; Matanović, Damir (2022). „Višegrad Nahiye in the 1468/69 Summary Census of the Sanjak of Bosnia” (PDF). Osmanlı Mirası Araştırmaları Dergisi / Journal of Ottoman Legacy Studies (на језику: енглески). Abidin Temizer, Balıkesir. 9 (24): 339—349. ISSN 2148-5704. Архивирано из оригинала (PDF) 15. 06. 2024. г. Приступљено 20. 10. 2024.
- Катић, Срђан (2022). „Вишеград у земљи Павловића и раном периоду османске власти” (PDF). Историјски часопис. Београд: Историјски институт, Београд. LXXI: 259—282. ISSN 0350-0802.  3687170
- Катић, Срђан (2023). „Опширни попис Вишеграда из 1530. године” (PDF). Историјске свеске. Вишеград: Андрићев институт (50): 21—25. ISSN 2303-5293.  21247238
- Korić, Elma (2015a). „Mehmed-paša Sokolović: u povodu 510 godina od rođenja”. Godišnjak Bošnjačke zajednice kulture Preporod. Sarajevo: Bošnjačka zajednica kulture Preporod. XV (1): 405—416. ISSN 1512-8180.  11844870  11844870
- Korić, Elma (2016). „Objekti vakufa članova porodice Sokolović od Balkana do Bliskog Istoka”. Prilozi za orijentalnu filologiju. Sarajevo: Orijentalni institut (66): 63—82. ISSN 0555-1153.  104008455  1126062052  513490127  16399874
- Kreševljaković, Hamdija (1953). „Stari bosanski gradovi” (PDF). Naše starine. Sarajevo: Zemaljski zavod za zaštitu spomenika kulture i prirodnih rijetkosti Narodne Republike Bosne i Hercegovine, (Zagreb : Grafički zavod Hrvatske) (I): 7—44. ISSN 0547-3136.  515863703  57465612  57465612  3534342  12902146
- Kurtović, Esad (2016). „Prvi spomeni Višegrada i Kuknja u srednjem vijeku”. Radovi: Historija, historija umjetnosti, arheologija. Sarajevo: Filozofski fakultet u Sarajevu. 4: 99—117. ISSN 2303-6974.  22865670  21633030
- Mujezinović, Mehmed (1953). „Obnova natpisa na Sokolovićevu mostu u Višegradu”. Naše starine. Sarajevo: Zemaljski zavod za zaštitu spomenika kulture i prirodnih rijetkosti Narodne Republike Bosne i Hercegovine, (Zagreb : Grafički zavod Hrvatske) (I): 183—188. ISSN 0547-3136. Архивирано из оригинала 08. 07. 2023. г. Приступљено 08. 07. 2023.  57465612  57465612  49805574  12902146
- Muravljov, Mihailo; Stevanović, Boško (2011). „Stari kameni most u Mostaru posvećeno sećanju na prof. Dr Milana - Gileta Gojkovića” (PDF). Izgradnja. Beograd: Udruženje inženjera građevinarstva, geotehnike, arhitekture i urbanista "Izgradnja". 65 (1—2): 37—47. ISSN 0350-5421.  55831
- Окиљ, Милијана (2018). „Мост Мехмед паше Соколовића у Вишеграду”. Културно насљеђе : часопис за научно-стручно истраживање, валоризовање и презентовање културног насљеђа. Бања Лука: Републички завод за заштиту културно-историјског и природног насљеђа. 1 (1): 36—45. ISSN 2637-2541.  278117900
- Окиљ, Милијана (2020). „Мостови изграђени на простору Републике Српске током османског периода”. АГГ+ : часопис за архитектуру, грађевинарство, геодезију и сродне научне области. Бања Лука: Архитектонско-грађевинско-геодетски факултет Универзитета у Бања Луци. 8 (1): 34—48. ISSN 2303-6036.  322867719
- Остојић, Предраг (2016). „Горњодрински фронт за вријеме Колубарске битке : (Део 1.)” (PDF). Историјске свеске. Вишеград: Андрићев институт. III (28): 165—171. ISSN 2303-5293.  21247238
- Остојић, Предраг (2016а). „Горњодрински фронт за вријеме Колубарске битке : (Део 2.)” (PDF). Историјске свеске. Вишеград: Андрићев институт. III (29): 200—207. ISSN 2303-5293.  21247238
- Остојић, Предраг (2022). „Усташки злочин у Старом Броду код Вишеграда 1942. — у свјетлу њемачких докумената” (PDF). Историјске свеске. Вишеград: Андрићев институт. IV (43): 255—259. ISSN 2303-5293.  21247238
- Остојић, Предраг (2022а). „Усташки злочин у Старом Броду код Вишеграда 1942. — у свјетлу њемачких докумената : II део” (PDF). Историјске свеске. Вишеград: Андрићев институт. IV (44): 345—349. ISSN 2303-5293.  21247238
- Остојић, Предраг (2022б). „Усташки злочин у Старом Броду код Вишеграда 1942. — у свјетлу њемачких докумената : III део” (PDF). Историјске свеске. Вишеград: Андрићев институт. IV (45): 388—392. ISSN 2303-5293.  21247238
- Pržulj, Milenko (1990). „Na Drini ćuprija - osnovni podaci, hronologija oštećenja i rušenja, sanacije i sadašnje stanje kamenog mosta preko rijeke Drine u Višegradu”. Zbornik istraživačkih radova Instituta za materijale i konstrukcije Građevinskog fakulteta u Sarajevu. Sarajevo: Zavod za ispitivanje materijala i konstrukcija, (Beograd : "Branko Đonović"). 19: 113—121. ISSN 0350-1701.  10937868  29795847
- Радојчић, Светозар (1970). „Опасности стварања као тема у народном песништву”. Прилози за књижевност, језик, историју и фолклор. Београд: Филолошки факултет. XXXVI (3—4): 183—195. ISSN 0350-6673.  602383  602383  602383
- Sokolović, Osman A. (1962). „Jedan dokumenat o gradnji ćuprije na Drini”. Glasnik Vrhovnog islamskog starješinstva u Federativnoj Narodnoj Republici Jugoslaviji. Sarajevo: Vrhovno islamsko starješinstvo u SFRJ. XIII (10—12): 340—346. ISSN 0504-8273.  16389378
- Станисављевић, Вукашин (1963). „На Дрини ћуприја у народној епској песми”. Књижевност и језик : часопис Друштва за српскохрватски језик и књижевност. Београд: Друштво за српскохрватски језик и књижевност Србије. 10 (2): 101—105. ISSN 0454-0689.  246301191  4052482
- Fočo, Mirzah (2006). „Most Mehmed-paše Sokolovića - pregled opisa u radovima istraživača mosta”. Baština : Godošnjak Komisije za čuvanje nacionalnih spomenika Bosne i Hercegovine (на језику: српски и енглески). Sarajevo: Komisija za očuvanje nacionalnih spomenika. II: 77—87. ISSN 1840-2364.  230059271  15907846  15907846
- Hadžimuhamedović, Amra (2006). „Most među ljudima i udaljenim svjetovima”. Baština : Godošnjak Komisije za čuvanje nacionalnih spomenika Bosne i Hercegovine (на језику: српски и енглески). Sarajevo: Komisija za očuvanje nacionalnih spomenika. II: 115—171. ISSN 1840-2364.  230059271  15907846  15907846
- Херман, Коста (1889). „Ћуприја у Вишеграду”. Гласник Земаљског музеја у Босни и Херцеговини. Сарајево: [Земаљски економат], (Сарајево : Земаљска штампарија). I (I): 79—83. ISSN 1512-8059.  36703756
- Čelić, Džemal (1953). „Obnova Sokolovićeva mosta u Višegradu”. Naše starine. Sarajevo: Zemaljski zavod za zaštitu spomenika kulture i prirodnih rijetkosti Narodne Republike Bosne i Hercegovine, (Zagreb : Grafički zavod Hrvatske) (I): 177—181. ISSN 0547-3136. Архивирано из оригинала 08. 07. 2023. г. Приступљено 08. 07. 2023.  200067852  57465612  57465612  49805318  12902146
- Шево, Љиљана (2006). „Стари вишеградски мост у народној традицији, путописима и умјетности / The Old Višegrad Bridge in Folk Tradition, Travelogues and Art”. Baština : Godošnjak Komisije za čuvanje nacionalnih spomenika Bosne i Hercegovine (на језику: српски и енглески). Sarajevo: Komisija za očuvanje nacionalnih spomenika. II: 173—193. ISSN 1840-2364.  230059271  15907846  15907846